# Friedrich Schönfelder

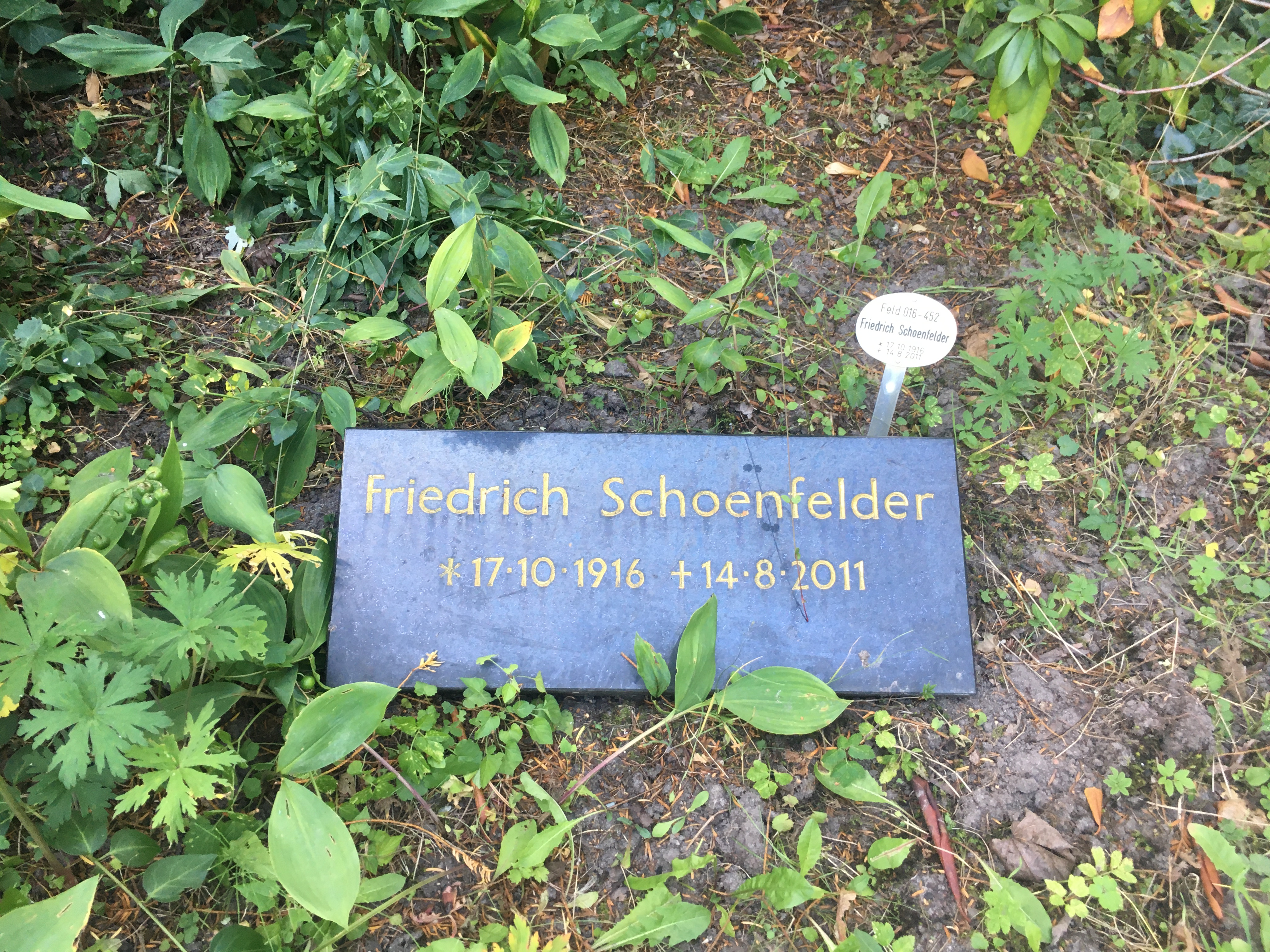
Tumba de Friedrich Schoenfelder

Friedrich Schoenfelder (17 de octubre de 1916-14 de agosto de 2011) fue un actor alemán.

## Biografía
Nacido en Żary, en la actualidad parte de Polonia, era hijo de un arquitecto. Se formó en la Freie Schulgemeinde Wickersdorf, y después  asistió a la escuela de interpretación del Preußisches Staatstheater Berlin de Gustaf Gründgens, donde hizo su debut teatral en 1936, trabajando allí hasta el año 1939.
Finalizada la Segunda Guerra Mundial, entre 1946 y 1950 actuó en el Staatstheater de Stuttgart, en 1950 en el Deutsches Theater de Gotinga, y de 1951 a 1958 en el Städtische Bühnen de Fráncfort del Meno. A partir de 1958 fue actor independiente, trabajando en diferentes teatros berlineses, aunque también actuó en Zúrich, Viena, Múnich, Düsseldorf, Colonia, Fráncfort del Meno, Dresde, Hagen, y en giras y en los festivales de Bad Hersfeld, Heppenheim y Jagsthausen. Entre otros, trabajó bajo la dirección de realizadores como Gustaf Gründgens, Jürgen Fehling, Lothar Müthel, Harry Buckwitz y Erwin Piscator.
Como actor de carácter, ya en los años 1950, a edad todavía temprana, se especializó en papeles de gentlemans o playboys, especialmente en otras de teatro de bulevar. Uno de sus mayores éxitos fue el musical My Fair Lady (1961), que representó unas 1200 ocasiones junto a Paul Hubschmid y Karin Hübner. Otras obras destacadas representadas por él fueron Vater einer Tochter (1966, con Georg Thomalla), Komödie im Dunkeln (1967, 1987, 1998), Der Raub der Sabinerinnen (1972, con Rudolf Platte) y Pension Schöller (1997–2008, con Winfried Glatzeder).
Desde 1948 fue también actor cinematográfico. Tras algunos primeros papeles en sus comienzos, a partir de los años 1950 fue actor de reparto en producciones de género melodramático, heimatfilm y filmes sobre relatos de Edgar Wallace, entre otras películas, siendo de destacar su trabajo en 1987 en Otto – Der neue Film, con Otto Waalkes.
A partir de 1956 Schoenfelder actuó igualmente para la televisión, participando en teatro televisado, series y telefilmes. Ese mismo año inició su trayectoria como actor de voz, prestando su voz a actores internacionales en más de 400 películas. Se hizo conocido sobre todo por doblar a actores como Peter Cushing, Henry Fonda, Alec Guinness, Rex Harrison, James Mason, William Powell, Vincent Price, David Tomlinson, David Niven y John Gielgud. Así mismo, fue la  voz de Marlin Perkins a lo largo de 140 episodios de la serie Mutual of Omaha's Wild Kingdom. Como actor de voz, así mismo, fe narrador de películas de animación como Astérix el Galo y Der Schuh des Manitu, y participó en numerosos programas de radio y espacios publicitarios. Schoenfelder presentó en Deutschlandradio Kultur el show Schoenfelders kleine Jazzmusik, y a partir de 1973 leyó historias en el espacio Nur für starke Nerven. A partir de 2007 fue narrador del espacio televisivo Little Britain.
También en televisión, fue popular por sustituir entre 1990 a 1992 a Willi Schwabe, tras su muerte, en el programa televisivo de la Deutscher Fernsehfunk Willi Schwabes Rumpelkammer.
En 1996, con motivo de su 80 cumpleaños, el actor publicó un libro de memorias titulado Ich war doch immer ich.
Schoenfelder sufrió en el año 2006 una fractura de fémur a causa de una caída en el baño, con motivo de la cual hubieron de ponerle una prótesis de cadera. Sin embargo, en diciembre subió a los escenarios para representar la farsa Verdammt lang her en el Renaissance-Theater de Berlín, que volvió a interpretar al siguiente año. En julio de 2008 actuó en la obra Pension Schöller, y en noviembre y diciembre participó en el estreno en Alemania de November, obra de David Mamet. Con todo, la carrera escénica de Schoenfelder se  prolongó durante un período de tiempo superior a los 70 años.
Friedrich Schoenfelder falleció en 2011 en el barrio berlinés de Spandau, a causa de un cáncer de próstata. Tenía 94 años de edad. Fue enterrado en el Cementerio de Zehlendorf, en la tumba 016-452.

## Filmografía (selección)

### Cine
- 1949 : Tragödie einer Leidenschaft
- 1950 : Königskinder
- 1950 : Fünf unter Verdacht
- 1950 : Liebe auf Eis
- 1954 : Viktoria und ihr Husar
- 1956 : Von der Liebe besiegt
- 1958 : Madeleine und der Legionär
- 1958 : Der eiserne Gustav
- 1959 : Peter schießt den Vogel ab
- 1959 : Unser Wunderland bei Nacht
- 1959 : Menschen im Hotel
- 1959 : Abschied von den Wolken
- 1960 : Das kunstseidene Mädchen
- 1960 : Ein Student ging vorbei
- 1960 : Der Rächer
- 1960 : Bis dass das Geld Euch scheidet …
- 1960 : Willy, der Privatdetektiv
- 1960 : Sabine und die 100 Männer
- 1961 : Mein Mann, das Wirtschaftswunder
- 1961 : Frau Cheneys Ende
- 1962 : Wilde Wasser
- 1962 : Ich bin auch nur eine Frau
- 1963 : Die weiße Spinne
- 1963 : Der schwarze Abt
- 1964 : Das Wirtshaus von Dartmoor
- 1966 : Lange Beine – lange Finger
- 1967 : Pension Clausewitz
- 1969 : De Sade
- 1969 : Die Herren mit der weißen Weste
- 1970 : Heintje – Einmal wird die Sonne wieder scheinen
- 1970 : Was ist denn bloß mit Willi los?
- 1970 : Unsere Pauker gehen in die Luft
- 1971 : Die Tote aus der Themse
- 1979 : Aufwind
- 1979 : Der Magier
- 1983 : Kiez – Aufstieg und Fall eines Luden
- 1986 : Caspar David Friedrich – Grenzen der Zeit
- 1986 : Gestatten, Bestatter
- 1987 : Otto – Der neue Film
- 2008 : Morgen, ihr Luschen! Der Ausbilder-Schmidt-Film

### Televisión
- 1954 : Kinderbücher für Erwachsene (episodio 1x01)
- 1954 : Der kleine Prinz
- 1955 : Die Galerie der großen Detektive (episodio 1x04)
- 1955 : Kopf in der Schlinge
- 1956 : Öl und Champagner
- 1957 : Mrs. Cheneys Ende
- 1957 : Das heiße Herz
- 1958 : Der Dank der Unterwelt
- 1958 : Die Bürger von Calais
- 1958 : Jim und Jill
- 1959 : Mein Freund Harvey
- 1959 : Der Mann im Manne
- 1959 : Die Fledermaus
- 1960 : Am grünen Strand der Spree (miniserie, 4 partes)
- 1960 : Toter gesucht
- 1961 : Die Sache mit dem Ring
- 1962 : Jeder stirbt für sich allein
- 1963 : Berlin-Melodie
- 1963 : Bezauberndes Fräulein
- 1963 : Sophienlund
- 1963 : Ein Windstoß
- 1964 : Show hin – Schau her
- 1966 : Quadrille
- 1966 : Förster Horn (episodio 1x08)
- 1966 : Weiß gibt auf
- 1966 : Vater einer Tochter
- 1967 : Hugenberg – Gegen die Republik
- 1967 : Das Attentat – Schleicher: General der letzten Stunde
- 1967 : Der Tod läuft hinterher (episodio 1x02)
- 1968 : Die Rivalin
- 1968 : Familie Musici
- 1968 : Cliff Dexter (episodio 2x11)
- 1968 : Das Ferienschiff
- 1969 : Der gemütliche Samstagabend
- 1969 : Waterloo
- 1970 : Die lieben Kinder
- 1970 : Das Mädchen seiner Träume
- 1970 : Giuditta – Freunde das Leben ist lebenswert
- 1971 : Der Raub der Sabinerinnen
- 1971 : Komische Geschichten mit Georg Thomalla
- 1971 : Duell zu dritt (episodio 1x12)
- 1971 : Ein toller Dreh
- 1971 : Glückspilze
- 1972 : Das System Fabrizzi
- 1972 : Semesterferien (episodios 1x01, 1x13)
- 1972 : Unter anderem Ehebruch
- 1973 : Algebra um Acht (episodio 1x04)
- 1974 : Madame Pompadour
- 1975 : Beschlossen und verkündet (episodios 1x06, 1x09)
- 1975 : Kommissariat IX (episodio 1x10)
- 1976 : Die Sendung mit Paul
- 1977 : Drei Damen vom Grill (episodio 1x02)
- 1977 : Erben ist menschlich
- 1977 : Ein Sommernachtsball
- 1977 : Sanfter Schrecken
- 1977 : Begegnung im Herbst
- 1979 : Die Koblanks
- 1979 : Hatschi!
- 1979 : Aktion Abendsonne
- 1980 : Guten Abend, Mrs. Sunshine
- 1981 : Der Schützling
- 1984 : Turf
- 1984 : Tanzschule Kaiser
- 1986 : Detektivbüro Roth (episodio 1x03)
- 1987 : Mrs. Harris fährt nach Moskau
- 1988 : Die Wicherts von nebenan (siete episodios)
- 1988 : Ein Fall für zwei]] (episodio 8x05)
- 1988 : Justitias kleine Fische
- 1988 : Romeo mit grauen Schläfen
- 1990 : Willi – Ein Aussteiger steigt ein
- 1990–1992 : Willi Schwabes Rumpelkammer
- 1991 : Insel der Träume (episodio 2x06)
- 1991 : Vorsicht! Falke!
- 1992 : Ein Heim für Tiere (episodio 8x01)
- 1993–1994 : Immer wieder Sonntag (seis episodios)
- 1994 : Berliner Weiße mit Schuß (episodio 1x18)
- 1994 : Glück im Grünen
- 1995 : Das Traumschiff: episodio Tasmanien
- 1997 : Pension Schöller
- 1999 : Das Mädchen aus der Torte
- 2000 : Unser Charly (episodio 5x02)
- 2002 : Das Schloss des Grauens]]
- 2003 : SOKO Leipzig (episodio 3x08)
- 2003 : Großstadtrevier (episodio 11x13)
- 2003 : Ein Banker zum Verlieben
- 2004 : Tatort: episodio Herzversagen
- 2006 : Ein starkes Team: Sippenhaft (episodio 1x31)
- 2006 : Das unreine Mal
- 2007 : In aller Freundschaft (episodio 9x41)
- 2007 : Kinder, Kinder (episodio 1x09)
- 2007 : Der Landarzt (episodio 16x13)
- 2010 : Lotta & die alten Eisen
- 2010 : SOKO Stuttgart (episodio 2x02)

### Actor de voz
Schoenfelder fue un prolífico actor de voz. En esa faceta dobló a los siguientes actores, entre otros: Wesley Addy, Eddie Albert, Don Ameche, Tom Baker, Val Bettin, Eddie Constantine, Dick Cusack, Peter Cushing, Henry Daniell, Lawrence Dobkin, Tom Felleghy, Gabriele Ferzetti, Henry Fonda, Jacques François, John Gielgud, Michael Gough, Harold Gould, Alec Guinness, Rex Harrison, Sterling Hayden, Burl Ives, Gérard Landry, Peter Lawford, Christopher Lee, Cec Linder, James Mason, Ferdy Mayne, Donald Moffat, Pat Morita, Richard Mulligan, Laurence Naismith, Paul Newman, David Niven, David Ogden Stiers, Anthony O’Donnell, Peter O’Toole, Marlin Perkins, Leslie Phillips, Vincent Price, Fernando Rey, Daniel Russo, Patrick Stewart, Max von Sydow, Pierre Tchernia, David Tomlinson y Stanley Unwin. 

## Radio y audiolibros (selección)
- 1946 : Mark Twain: Die Millionen-Pfundnote, dirección de Alfred Vohrer (Hörspiel – SDR)
- 1947 : Carl Zuckmayer: Der Hauptmann von Köpenick, dirección de Alfred Vohrer (Hörspiel – SDR)
- 1975 : Henry Slesar: Die Sache mit der freundlichen Kellnerin, dirección de Friedhelm von Petersson (SFB / RB)
- 2008 : Star Wars: Dark Lord – nach dem Roman Dunkler Lord: Der Aufstieg des Darth Vader von James Luceno, dirección de und Drehbuch: Oliver Döring, ISBN 978-3-8291-2157-6
- 2007 : Aus meinem Leben. Hörbuch gelesen vom Autor, Michael Jung Verlag, ISBN 978-3-89882-084-4
- 2008 :  Der Spieler (Audible)[6]
- 2010 : Ein Weihnachtslied in Prosa (A Christmas Carol), Steinbach sprechende Bücher, ISBN 978-3-86974-043-0

## Teatro
- 1937 : Was ihr wollt (Konzerthaus Berlin), dirección de Gustaf Gründgens, con Marianne Hoppe y Wolfgang Liebeneiner
- 1937 : Richard III. (Konzerthaus Berlin), dirección de Jürgen Fehling, con Werner Krauß, Walter Franck, Claus Clausen, Günther Hadank, Hannsgeorg Laubenthal, Bernhard Minetti, Albert Florath, Paul Bildt, Maria Koppenhöfer, Hermine Körner, Elsa Wagner y Lotte Betke
- 1937 : Die Kameliendame (Kleines Haus des Staatstheaters Berlin), dirección de Gustaf Gründgens, con Käthe Dorsch, Lola Müthel, Wolfgang Liebeneiner, Friedrich Kayssler y Gerd Martienzen
- 1938 : Pygmalion (Konzerthaus Berlin), dirección de Hans Leibelt, con Werner Krauß, Maria Bard, Lina Lossen y Hans Leibelt
- 1938 : Der Siebenjährige Krieg (Konzerthaus Berlin), dirección de Gustaf Gründgens, con Gustaf Gründgens, Hermine Körner, Gustav Knuth, Bernhard Minetti, Walter Franck y Kurt Meisel
- 1938 : Madame Sans-Géne (Kleines Haus des Staatstheaters Berlin), dirección de Ulrich Erfurth, con Käthe Dorsch, Gustav Knuth y Walter Franck
- 1938 : Südfrüchte (Kleines Haus des Staatstheaters Berlin), dirección de Gustaf Gründgens, con Werner Krauß, Käthe Dorsch y Gustav Knuth
- 1939 : Hamlet (Konzerthaus Berlin), dirección de Lothar Müthel, con Gustaf Gründgens, Walter Franck, Käthe Gold/Marianne Hoppe, Paul Hartmann, Paul Bildt, Günther Hadank, Kurt Meisel, Walter Tarrach y Volker von Collande
- 1947 : Die Bernauerin (Württembergisches Staatstheater Stuttgart), con Godela Orff y Fritz Klippel
- 1947 : Viel Lärm um nichts (Württembergisches Staatstheater Stuttgart), con Edith Heerdegen
- 1948 : Der Ackermann und der Tod (Festival de Eßlingen), dirección de Fritz Klippel, con Udo Löptin
- 1948 : Undine (Württembergisches Staatstheater Stuttgart), con Ruth Hellberg
- 1951 : Mary Rose (Städtische Bühnen de Fráncfort del Meno), dirección de Lothar Müthel, con Solveig Thomas
- 1951 : Egmont (Städtische Bühnen de Fráncfort del Meno), dirección de Lothar Müthel, con Hannsgeorg Laubenthal, Emil Lohkamp, Erik Schumann y Klausjürgen Wussow
- 1952 : Romeo und Jeanette (Freie Volksbühne Berlin), dirección de Ulrich Erfurth
- 1952 : Was ihr wollt (Städtische Bühnen de Fráncfort del Meno), con Marina Ried
- 1953 : Das heiße Herz (Städtische Bühnen de Fráncfort del Meno), dirección de Leo Mittler, con Hanns Lothar y Erik Schumann
- 1955 : Bunbury (Städtische Bühnen de Fráncfort del Meno), dirección de Helmut Geng, con Klausjürgen Wussow, Elisabeth Wiedemann, Anita Mey y Hannelore Hinkel
- 1956 : George Dandin (Freie Volksbühne Berlin), dirección de Heinrich Koch, con Ernst Schröder, Herbert Hübner, Klaramaria Skala, Käthe Jaenicke, Friedel Schuster, Peter Schiff y Hugo Schrader
- 1956 : Tartufo (Teatro en Kurfürstendamm), dirección de Heinrich Koch, con Ernst Schröder, Klaramaria Skala, Käte Jaenicke y Peter Schiff
- 1957 : Madame Sans-Géne (Städtische Bühnen de Fráncfort del Meno), dirección de Paul Esser
- 1957 : Das kleine Teehaus (Städtische Bühnen de Fráncfort del Meno), dirección de Arno Assmann
- 1958 : Jedermann (Festival de Krefeld), dirección de Heinz Rippert, con Tilla Durieux, Claus Clausen, Hilde Körber, Heidi Kuhlmann y Anna Dammann
- 1958 : Ein Mann Gottes (Teatro Hebbel), dirección de Klaus Schrader, con Ruth Scheerbarth, Hela Gerber, Lore Braun, Harald Sawade y Bruno Karl
- 1958 : Zeitgrenze (Volksbühne), dirección de Leonard Steckel, con Mathias Wieman, Heinz Giese, Karl John, Rudi Geske, Ingeborg Körner, Reinhard Brandt, Karin Hardt, Kurt Jaggberg y Hans Binner
- 1958 : Der Sturm (Volksbühne), dirección de Leonard Steckel, con Rudolf Forster, Alwy Becker, Reinhard Brandt, Kurt Jaggberg, Malte Jaeger, Heinrich Schweiger, Rudolf Rhomberg, Hans Hessling, Hans Putz y Ralf Wolter
- 1959 : Zwei Herren aus Verona (Teatro Hebbel), dirección de Ilo von Jankó, con Helmuth Lohner/Claus Tinney, Monika Peitsch y Linda Geiser
- 1960 : Ein Frühlingstag im Herbst (Berliner Theater), dirección de Hela Gerber, con Inken Deter, Elfie Dugal y Wolfgang Condrus
- 1960 : Ein idealer Gatte (Teatro en Kurfürstendamm), dirección de Harry Meyen, con Harry Meyen, Ingeborg Körner, Agnes Windeck, Edith Schneider y Walter Suessenguth
- 1961 : Der Groß-Cophta (Volksbühne), dirección de Gustav Manker, con Hanns Ernst Jäger, Friedel Schuster, Brigitte Grothum y Walther Suessenguth
- 1961 : My fair Lady (Theater des Westens), dirección de Sven Aarge Larsen, con Paul Hubschmid, Karin Hübner, Alfred Schieske, Agnes Windeck, Rex Gildo, Karin Hardt, Erich Fiedler, Boris Greverus y Hans Hardt
- 1964 : Androkulus und der Löwe (Volksbühne), dirección de Erwin Piscator, con Georg Thomalla, Edith Teichmann, Inge Langen, Jochen Brockmann y Fred Haltiner
- 1964 : Das lila Kleid der Valentine (Teatro en Kurfürstendamm), dirección de Rolf Kutschera, con Sonja Ziemann, Friedel Schuster, Heinz Trixner, Heinz Spitzner, Franz-Otto Krüger y Heidy Bohlen
- 1964 : Mary, Mary (Teatro en Kurfürstendamm), dirección de Harry Meyen, con Harry Meyen, Gisela Peltzer y Elisabeth Volkmann
- 1965 : Aufstand der Offiziere (Volksbühne), dirección de Günther Fleckenstein, con Otto Mächtlinger, Heinrich Fürst, J.P. Dornseif, Heinz Kammer, Georg Thomas, Robert Dietl, Gernot Duda, Horst Niendorf, Gert Haucke y Erich Goetze
- 1966 : Quadrille (Berliner Theater), dirección de Karin Jacobsen, con Karin Jacobsen, Michael Cramer, Kitty Mattern, Herta Worell, Eva Lissa, Ilse Trautschold, Bruno Arno, Martin Brandt, Norbert Langer, Horst Schultheis y Klaus Sonnenschein
- 1966 : Romulus der Große (Volksbühne), dirección de Heinrich Koch, con Dieter Borsche, Tilly Lauenstein, Erich Fiedler, Peter Schiff y Herbert Weißbach
- 1966 : Der Geizige (Volksbühne), dirección de Sam Beseko, con Willy Trenk-Trebitsch, Folker Bohnet, Loni Heuser, Steffy Helmar, Peter Schiff, Kurt Jaggberg y Günter Cordes
- 1966 : Vater einer Tochter (Teatro en Kurfürstendamm), dirección de Wolfgang Spier, con Georg Thomalla, Hannelore Elsner, Jürgen Wölffer, Ruth Nimbach, Marie-Louise Schiemer, Steffi Ronau, Hans Georg Panczak, Gerd Prager, Lilo Hartmann, Ursel Peter, Peggy Hauert, Wolfgang Neusch y Joachim von Ulmann
- 1966 : Und zweitens bin ich siebzehn (Teatro Hebbel), dirección de Wolfgang Lukschy, con Anita Kupsch, Eva Andres, Wolfgang Lukschy, Andreas Mannkopff y Peter Musäus
- 1967 : Komödie im Dunkeln (Teatro en Kurfürstendamm), dirección de Harry Meyen, con Peer Schmidt, Ilse Pagé, Wolfgang Spier, Blandine Ebinger, Grit Boettcher, Leonard Steckel y Otto Czarski
- 1968 : Vierzig Karat (Teatro en Kurfürstendamm), dirección de Herbert Ballmann, con Gisela Uhlen, Horst Niendorf, Gerhart Lippert, Inge Schmidt, Ulrike Blome y Ursula Lillig
- 1969 : Die lieben Kinder (Teatro en Kurfürstendamm), con Grete Weiser, Evelyn Gressmann, Karin Buchholz, Ute Gerhard, Heinz Spitzner, Bruno Fritz, Rainer Rudolph, Käte Jaenicke y Wolfgang Koch
- 1970 : Promises, Promises (Theater des Westens), dirección de Wolfgang Spier, con Bibi Johns, Gideon Singer, Christiane Maybach y Oscar Sabo
- 1972 : Der Raub der Sabinerinnen (Teatro Hebbel), dirección de Stefan Meuschel, con Rudolf Platte, Christine Gerlach, Vera Müller, Karin Hardt, Hans-Werner Bussinger, Bruno Fritz, Susanne Lüppertz, Dieter Henkel y Charles Hans Vogt
- 1972 : Der tolle Tag oder Figaros Hochzeit (Festival de Bad Hersfeld), dirección de Reinhold K. Olszewski, con Anaid Iplicjian
- 1972 : Dantons Tod (Festival de Bad Hersfeld), dirección de Will Quadflieg, con Will Quadflieg y Renate Schroeter
- 1972 : Die liebe Familie (Fritz-Rémond-Theater de Fráncfort del Meno), con Inge Meysel
- 1974 : Der tolle Tag (gira), con Lis Verhoeven, Eckart Dux y Ursula Borsodi
- 1975 : Süß und verrückt (Teatro en Kurfürstendamm), dirección de Stefan Behrens, con Harald Juhnke y Karin Eickelbaum
- 1975 : Dachlawine (Teatro en Kurfürstendamm), dirección de Ullrich Haupt, con Karin Eickelbaum, Alice Treff y Ullrich Haupt
- 1976 : Die erste Mrs. Selby (Teatro Hebbel), con Karin Jacobsen, Karin Heym, Inge Wolffberg, Oliver Grimm y Norbert Gastell
- 1976 : August, August, August (Festival de Heppenheim), dirección de Hans Richter, con Harald Dietl
- 1976 : Gaslicht (Hecht Theater de Zúrich), dirección de Peter Weck, con Ellen Schwiers
- 1977 : Begegnung im Herbst (Fritz-Rémond-Theater de Fráncfort del Meno y gira por Israel), dirección de Axel von Ambesser, con Axel von Ambesser, Ruth Hausmeister/Hilde Krahl y Gwendolyn von Ambesser
- 1978 : Der Werbeoffizier (gira), con Rüdiger Bahr, Christiane Rücker y Harald Dietl
- 1978 : Kurschatten (Renaissance-Theater de Berlín), con Brigitte Grothum, Hans-Georg Panczak, Dagmar Biener, Edith Schollwer y Kurt von Ruffin
- 1979 : Der tolle Tag oder Figaros Hochzeit (Festival del Castillo de Jagsthausen), dirección de Reinhold K. Olszewski, con Claudia Rieschel, Liane Hielscher y Anna Teluren
- 1979 : Guten Abend Mrs. Sunshine (Theater am Dom, Colonia), dirección de Alexander Kräft, con Lia Wöhr, Anneliese Uhlig, Wega Jahnke, Edith Behleit, Jörn Nagel, Wolfgang Sembdner y Gisela Traut
- 1980 : Pepsie (Theater an der Briennerstraße, Múnich), dirección de Joseph Saxinger, con Grit Boettcher, Christian Wolff, Barbara Rath y Oswald Kneip
- 1981 : Italienische Hochzeit (Renaissance-Theater Berlin), dirección de Horst Balzet, con Heidemarie Hatheyer, Blandine Ebinger y C.A. Bück
- 1981 : Der tolle Tag oder Figaros Hochzeit (Festival de Heppenheim), dirección de Hans Richter, con Gardy Granass, Andrea L’Arronge y Claus Obalski
- 1981 : Ein Engel namens Schmitt (Neue Schaubühne – Gira), dirección de Harald Leipnitz, con Maxl Graf y Monika Dahlberg
- 1981 : Altmodische Komödie (Fritz-Rémond-Theater de Fráncfort del Meno y Kammerspiele Düsseldorf), con Elfriede Kuzmany
- 1983 : Der Snob (gira), con Hans-Helmut Dickow, Claudia Golling, Barbara Rath y Thomas Stroux
- 1983 : Der aufhaltsame Aufstieg des Arturo Ui (Renaissance-Theater Berlin), dirección de Heribert Sasse, con Heribert Sasse, Harry Wüstenhagen, Günther Bothur, Maximilian Ruethlein, Georg Tryphon, Kurt von Ruffin, Michael Stutz, Hans Dieter Zeidler/Eberhard Wechselberg, Marcel Werner/Harald Effenberg, Sascha Scholl, Till Hoffmann, Anita Lochner, Engelbert von Nordhausen, Friedrich Plate, Heinz Kammer, Joachim Tennstedt, Egon Hofmann, Ulrich Brämer, Frank Pulst, Klaus Volk, David Schroeder y Tim-Owe Georgi
- 1983 : Einmal Moskau und zurück (Fritz-Remond-Theater de Fráncfort del Meno), dirección de Egon Baumgarten, con Lotte Barthel, Margret van Munster, Anna Teluren y Margit Wolff
- 1984 : Rivalen (gira), dirección de Heinz Schirk, con Wolfgang Völz, Veronika Faber, Erika Domenik, Thomas Naumann y Lutz Mackensy
- 1985 : Romeo mit grauen Schläfen (Kleine Komödie im Bayerischen Hof München), dirección de Jürgen Wölffer, con Axel von Ambesser y Winnie Markus
- 1986 : Es war die Lerche (Hamburger Kammerspiele), dirección de Ephraim Kishon, con Herbert Bötticher y Doris Gallart
- 1987 : Romeo mit grauen Schläfen (Teatro en Kurfürstendamm), con Karl Schönböck, Evelyn Gressmann, Irene Marhold, Nadina Beluhan y Adisat Semenitsch
- 1987 : Komödie im Dunkeln (Teatro en Kurfürstendamm), dirección de Wolfgang Spier, con Herbert Herrmann, Wolfgang Spier/Wilfried Herbst, Hannelore Cremer, Heide Keller, Karin David y Peter Schlesinger
- 1988 : Wie einst im Mai (Theater des Westens), dirección de Helmut Baumann, con Andreas Mannkopff
- 1988 : Der Lord und das Kätzchen (Komödie de Fráncfort del Meno), con Karin Dor, El Tarha Ibrahim y Wolfram A. Guenther
- 1989 : Eins, zwei, drei (Theater des Westens), dirección de Helmut Baumann, con Anton Rattinger y Joel Kirby
- 1989 : Ein netter Herr (Kleine Komödie am Max-II-Denkmal München), con Heidelinde Weis, Harald Leipnitz, Hannelore Cremer, Marianne Lindner y Will Spindler
- 1991 : Jetzt oder nie (Hansa-Theater Berlin), dirección de Joachim Kerzel, con Helga Göring, Christoph Engel, Yvonne Brüning y Klaus Rumpf
- 1992 : Otello darf nicht platzen (Teatro en Kurfürstendamm), dirección de Peter Lund, con Heinz Rennhack, Christine Schild, Sabine Schwarzlose, Peter Renz, Edda Pastor, Daniel White y Monika Tabsch
- 1992 : Walzer des Toreros (Das Ei Berlin), dirección de Fritz Göhler
- 1993 : Geld (Renaissance-Theater Berlin), con Edith Hancke, Therese Lohner, Rudolf Bissegger, Heinz Fabian, Gerhard Friedrich, Horst Pinnow y Bernd Rumpf
- 1996 : Gin Rommé (Fritz-Remond-Theater de Fráncfort del Meno), dirección de Peter Kühn, con Hannelore Zeppenfeld
- 1997 : Pension Schöller (Teatro en Kurfürstendamm), dirección de Jürgen Wölffer, con Winfried Glatzeder, Achim Wolff, Herbert Köfer, Elisabeth Wiedemann, Claudia Weiske, Anton Rattinger, Madeleine Lierck y Julian Scheunemann
- 1998 : Komödie im Dunkeln (Komödie Winterhuder Fährhaus Hamburg), dirección de Wolfgang Spier, con Tom Pauls, Elisabeth Wiedemann y Wolfgang Spier
- 2000 : Mein Freund Harvey (Teatro en Kurfürstendamm), dirección de Jürgen Wölffer, con Winfried Glatzeder, Elisabeth Wiedemann/Gaby Gasser, Daniela Ziemann, Evelyn Künneke/Gerda Gmelin, Maximilian Held, Uli Krohm y Laura Leyh
- 2000 : Wie werde ich reich und glücklich? (Komödie Winterhuder Fährhaus Hamburg y Teatro en Kurfürstendamm), dirección de Martin Wölffer, con Tommaso Cacciapuoti, Angela Schmidt-Burgk, Susanne Eisenkolb, Gerd Lukas Storzer, Angela Hercules-Joseph y Dietmar Wunder
- 2002 : Mutter Gräbert macht Theater (Teatro en Kurfürstendamm), dirección de Klaus Sonnenschein, con Edith Hancke, Klaus Sonnenschein, Vasiliki Roussi, Sylvia Wintergrün, Jean Maesér, Santiago Ziesmer, Monika Tabsch, Jürgen Kluckert y Stephan Schulz
- 2004 : Pension Schöller (Teatro en Kurfürstendamm), dirección de Jürgen Wölffer, con Winfried Glatzeder, Achim Wolff, Herbert Köfer, Marion van de Kamp, Victoria Sturm, Anton Rattinger, Renate Geißler y Oliver Betke
- 2004 : Zimmer frei (Stadttheater Hagen), con Edeltraud Kwiatkowski
- 2006 : Verdammt lange her (Renaissance-Theater), dirección de Torsten Fischer, con Suzanne von Borsody, Thomas Limpinsel, Victor Schefé, Markus Gertken, Cusch Jung, Stefan Lahr, Daniel Montoya y Thomas Schendel
- 2008 : Pension Schöller (Teatro en Kurfürstendamm), dirección de Jürgen Wölffer, con Winfried Glatzeder, Achim Wolff, Herbert Köfer, Edith Hancke, Victoria Sturm, Klaus Sonnenschein, Renate Geißler y Oliver Betke
- 2008 : November (Renaissance-Theater), dirección de Torsten Fischer, con Rufus Beck, Tilo Prückner, Anna Franziska Srna y Nikolaus Okonkwo

## Premios
- 2006 : Premio alemán de doblaje por su trayectoria
- 2007 : Premio Synchron-Zuhörerpreis Die Silhouette

## Autobiografía
- Ich war doch immer ich. Lebenserinnerungen. Das Neue Berlin, Berlín 1996, ISBN 3-359-00841-3